# 墨田区立八広小学校
墨田区立八広小学校（すみだくりつ やひろしょうがっこう）は、東京都墨田区八広5丁目にある公立小学校。

## 沿革
- 2003年（平成15年）4月1日 - 更正・第五吾嬬・木下川の3小学校が統合し、開校。校舎は、旧更正小学校校舎を継続使用。

## 通学区域と進学先中学校
出典

### 通学区域
- 八広1丁目（43番）
- 八広4丁目（1番～47番）
- ○八広4丁目（48番～51番）
- 八広5丁目（全域）
- 八広6丁目（1番(2号～7号を除く)・2番～52番）
- ○八広6丁目（53番～59番）
- 東向島5丁目（22番・32番～43番）
- 東向島6丁目（45番・47番・48番・50番～64番）
- 墨田3丁目（42番・43番）
- 墨田4丁目（60番～62番）
- ○東墨田1丁目（1番・2番・3番1号～3番3号・4番～9番を除く地域）
- ○東墨田2丁目（全域）
- ○東墨田3丁目（全域）
  - ○が付されている地域は、調整区域となっており、手続きにより第三吾嬬小学校もしくは中川小学校への変更が可能。

## 進学先中学校
公立中学校に進学する場合
- 墨田区立吾嬬第二中学校

## 教育目標
- やさしい心、ひろがる学び、のびのび育つ八広の子

## 学校周辺
- 墨田区立八広幼稚園 - 同一敷地内で、かつ進級前幼稚園のひとつ。
- 墨田区立長浦保育園 - 敷地が隣接で、かつ進級前保育園のひとつ。
- 寶蔵寺 - ゆりのき橋通り（墨田区道）をはさんで、敷地が隣接。
- 八広公園
- 東京都立墨田特別支援学校
- 公認向島文化幼稚園 - 進級前幼稚園のひとつ。
- 墨田区立八広図書館
- 都営八広五丁目アパート
- 京成電鉄押上線八広駅
- 国道6号
- このほか、都営八広五丁目アパート以外のマンション・アパートが点在する他、京成八広駅周辺や国道6号沿線などにコンビニも点在する。

## 交通アクセス
- 京成電鉄押上線八広駅下車後、徒歩4分。
- 都営バス「上23出入」（平井駅前～青戸車庫線）と「錦37」（錦糸町駅前～青戸車庫線）の各系統で、「八広」バス停下車後、徒歩5分。